# Ober-Kainsbach

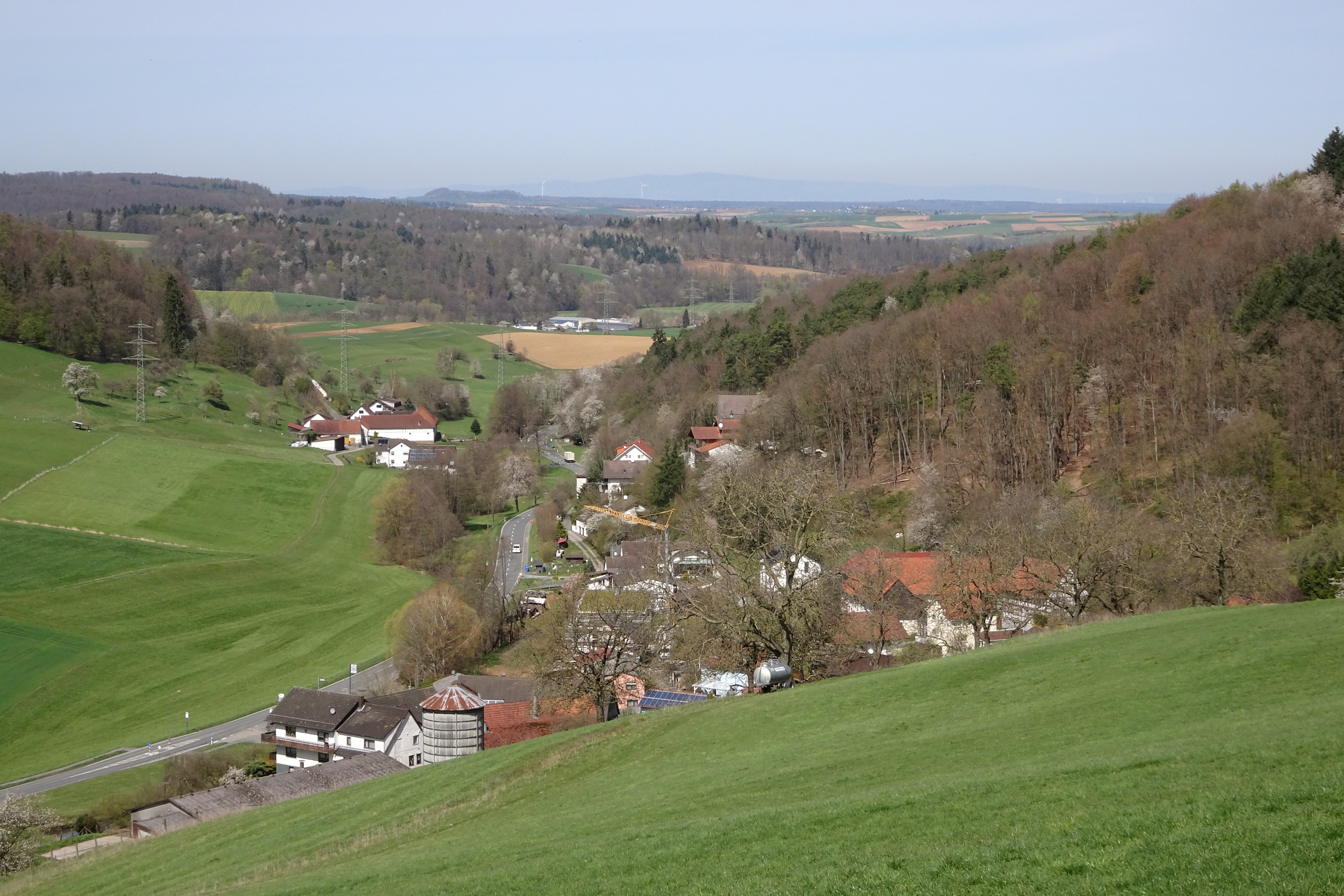
Ober-Kainsbach, unterer Ortsteil Richtung Norden (2022)

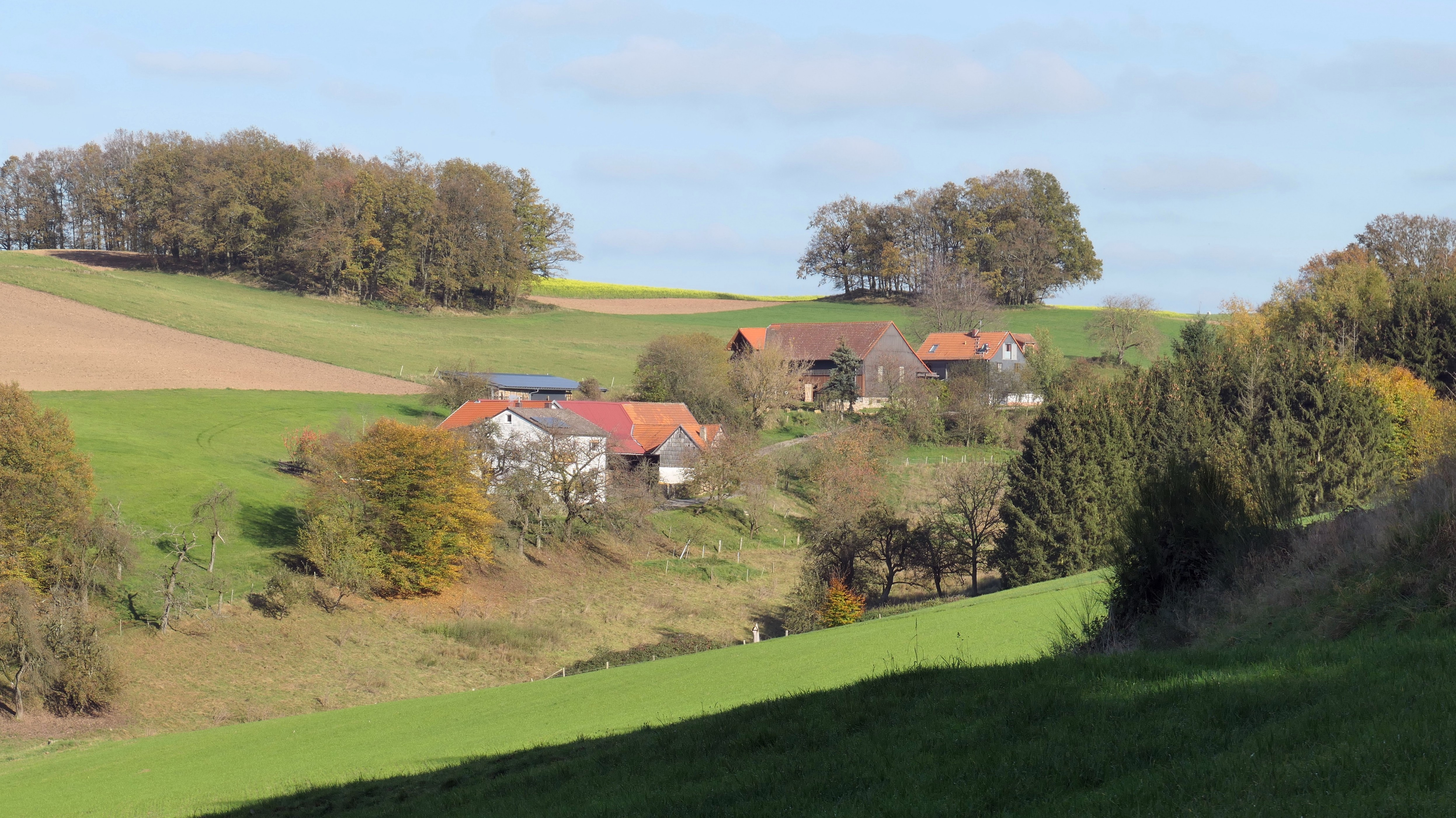
Der Weiler Wünschbach im Wünschbachtal (2024)

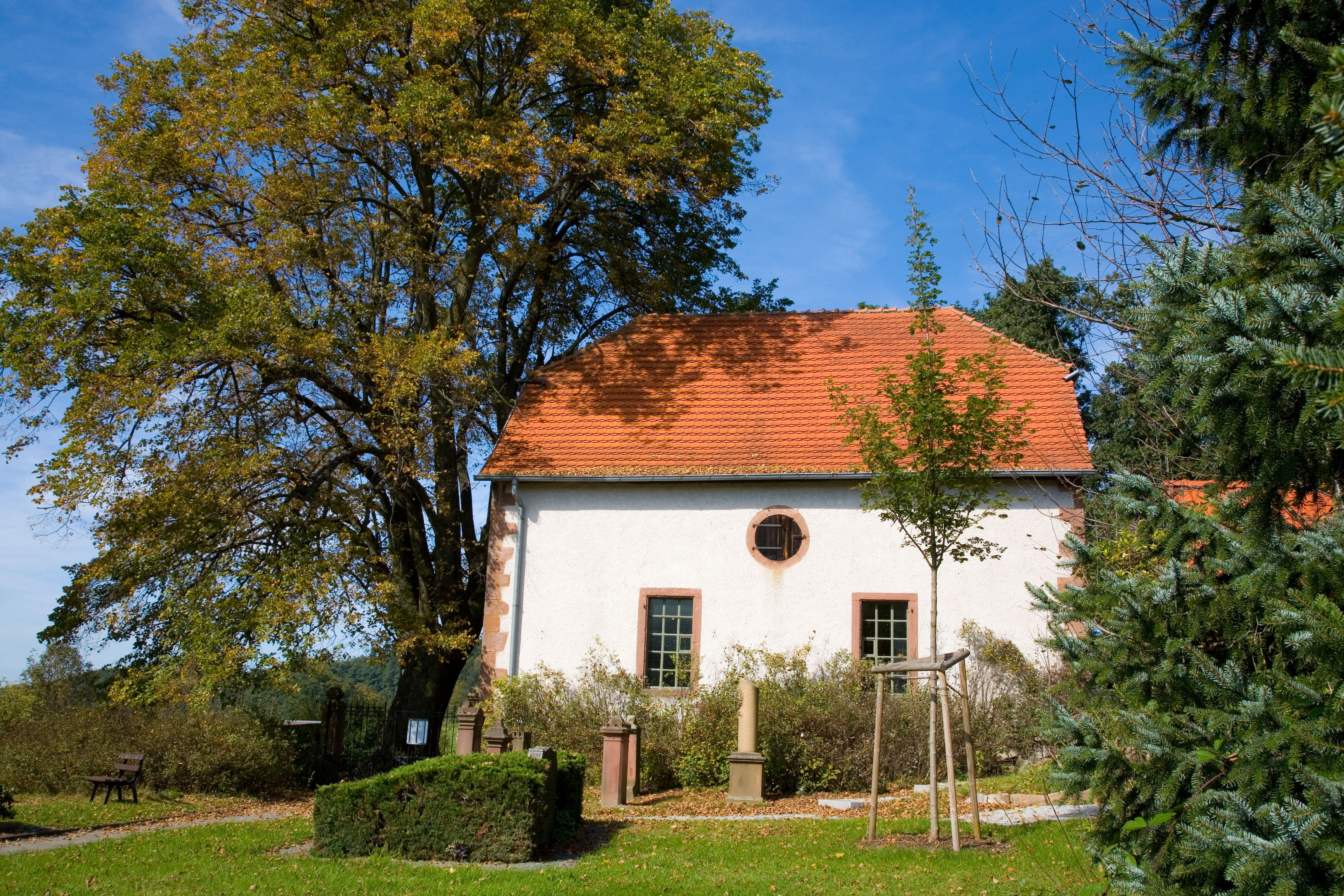
Friedhofskapelle zwischen Ober-Kainsbach und Gersprenz am Kitzestein über der Nibelungenstraße

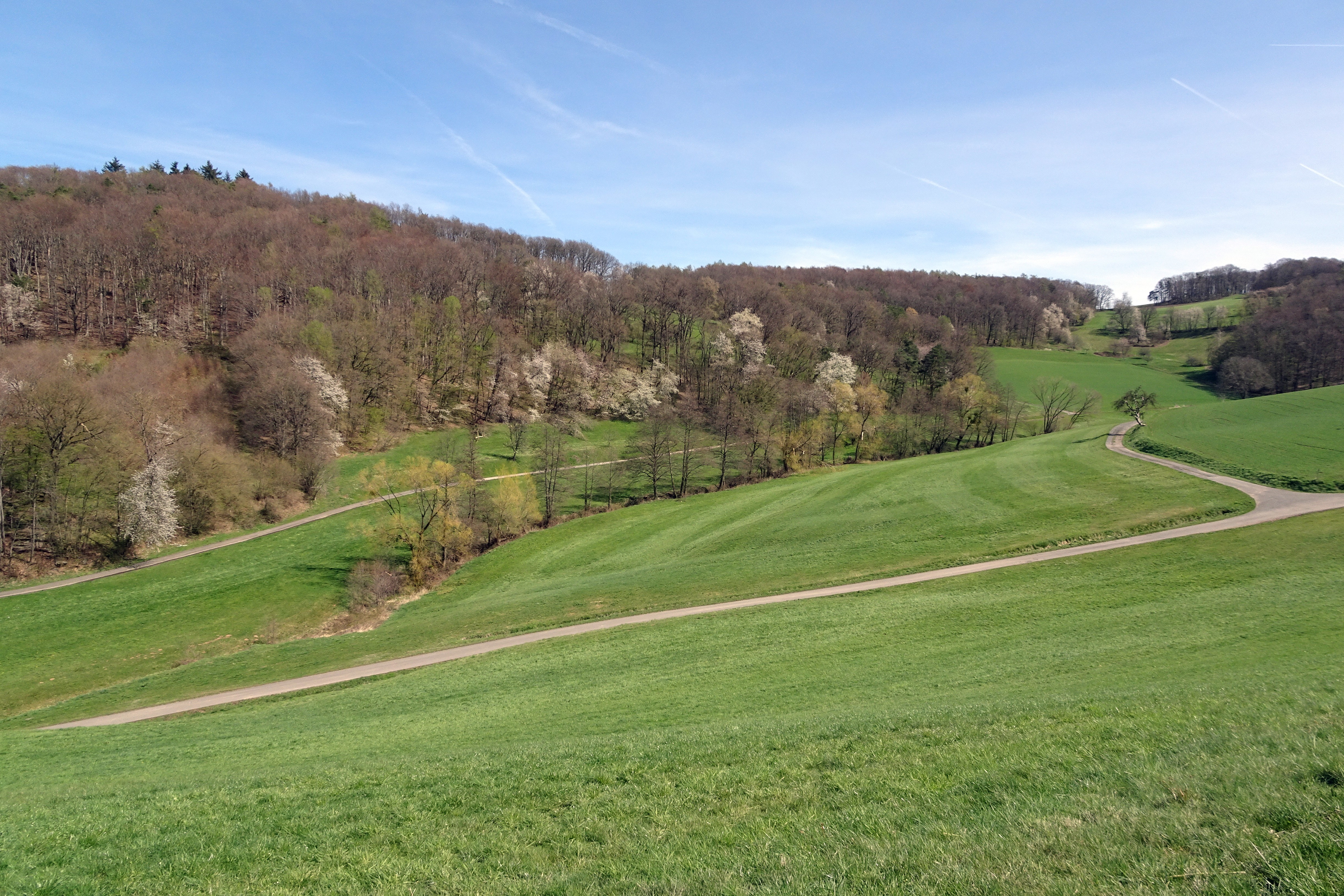
Wünschbachtal bei Ober-Kainsbach (2022)

Ober-Kainsbach (odenwälderisch Owwer-Koischboch) ist der östlichste Ortsteil der Gemeinde Reichelsheim im südhessischen Odenwaldkreis.

## Geographie
Ober-Kainsbach liegt in dem zum Vorderen Odenwald zählenden oberen Tal des Kainsbachs nordöstlich des Hauptortes Reichelsheim. Das Tal führt nach Nordwesten hinab zum Nachbarort Nieder-Kainsbach in die Gersprenzniederung.
Die Ortslage erstreckt sich auf der ganzen Länge des Talgrundes über mehr als 3 Kilometer von kurz vor Stierbach bis zum Quellgebiet des Kainsbachs. Diese Siedlungsform weist Ober-Kainsbach als Waldhufendorf aus. Zu beiden Seiten der Talstraße – die tatsächlich so heißt! – und des Kainsbachs ziehen sich die breiten Streifen der Hofparzellen die Hänge hoch. 
Außerdem gehören zu Ober-Kainsberg noch im Nordosten im Quellgebiet des Wünschbachs die 2 Gehöfte des hochgelegenen Weilers Wünschbach, der Weiler Spreng auf dem Übergang ins Mümlingtal und das Wirtshaus Vierstöck.
Der Böllsteiner Odenwald mit dem Böllsteiner Granit sowie Gneis und anderen Kristallingesteinen im Untergrund prägt den Hauptteil der Gemarkung Ober-Kainsbach. Diese füllt den Talzug des Kainsbachs und des Wünschbachs aus zwischen dem Kitzestein (366 m) im Westen, dem Südhang des Schnellerts (350 m) im Norden und dem Heidelberg (443 m) im Osten. Der Ortskern wird im Norden von der bewaldeten Höhe des Hohen Stein (389 m) überragt. Der Friedhof mit der Kapelle liegt knapp jenseits der Gemarkungsgrenze zum Nachbarort Gersprenz oberhalb der Hutzwiese am Kitzestein. Einen pfannenstielartigen schmalen Fortsatz findet die Gemarkung talabwärts des Wirtshauses Vierstöck am Nordhang des Bachs von dem Vierstöck bis zu den ersten Häusern von Kirch-Beerfurth und bis zur Gersprenz. Abgerundet wird die Gemarkung im Süden durch den Morswald am Osthang des Morsbergs und endet im Quellgebiet des Mossaubachs. Mit diesem Gemarkungsteil hat Ober-Kainsbach schon Anteil am Buntsandstein-Odenwald. Zwischen den Kristallinsockel und die Buntsandsteinflächen sind schmale Lagen von Zechstein eingeschlossen, die Dolomit führen sowie Mangan- und Eisenerze und Schwerspat.
Der höchste Punkt der Gemarkung liegt mit einer Höhe von knapp 510 Meter in der Nähe des Morsberg-Gipfels. Der niedrigste Punkt mit rund 190 Meter liegt am Gersprenzufer gegenüber von Pfaffen-Beerfurth. Der Ortskern liegt auf 280 Meter Höhe.
Die nächstgelegenen Ortschaften sind im Norden Stierbach, Affhöllerbach und Böllstein, im Osten Hembach, im Südosten Langenbrombach und Rehbach, im Süden Ober-Mossau und Rohrbach, im Südwesten Kirch-Beerfurth und im Westen Gersprenz.

## Geschichte

### Ortsgeschichte
Der Gewässername Cunigesbach ist seit 1012 bekannt. Der früheste erhalten gebliebene urkundliche Nachweis belegt das Bestehen des Ortes Cuynesbach für 1333. Historisch wurde Ober-Kainsbach danach unter den folgenden Ortsnamen erwähnt (in Klammern das Jahr der Erwähnung): Konspach (1376), Konspach (1408), Künspach (1413), Kingispach (1420), Königspach (1420), Oberkünspach (1425), Kunspach (1427), Kunßpach (1454), Oberkonspach (1482), Konspach (1532) und Obern-Kainsbach (1541).
1333 verkaufte die Johanniterkommende in Ober-Mossau das Dorf an die Schenken zu Erbach. Ober-Kainsbach gehörte zum Amt Reichenberg der Grafschaft Erbach, die mit der Mediatisierung 1806 Teil des Großherzogtums Hessen wurde. 
1625 wurde am Ort ein Galgen errichtet. Um diese Zeit wurde auch die weithin sichtbare Friedhofskapelle gebaut.
Ab 1822 gehörte Ober-Kainsbach zum Landratsbezirk Erbach, ab 1852 zum Kreis Erbach (ab 1939: „Landkreis Erbach“), der – mit leichten Grenzberichtigungen – seit 1972 Odenwaldkreis heißt.
Hessische Gebietsreform (1970–1977)
Im Zuge der Gebietsreform in Hessen wurde die bis dahin selbständige Gemeinde Ober-Kainsbach zum 1. August 1972 zugleich mit Beerfurth kraft Landesgesetz in die Gemeinde Reichelsheim eingegliedert. Für Ober-Kainsbach sowie für die meisten im Zuge der Gebietsreform nach Reichelsheim eingegliederten Gemeinden wurde ein Ortsbezirk gebildet.

### Gerichte
Nach Auflösung des Amtes Erbach 1822 nahm die erstinstanzliche Rechtsprechung für Ober-Kainsbach das Landgericht Michelstadt wahr, ab 1879 das Amtsgericht Michelstadt.

### Verwaltungsgeschichte im Überblick
Die folgende Liste zeigt die Staaten und Verwaltungseinheiten, denen Ober-Kainsbach angehört(e):
- vor 1718: Heiliges Römisches Reich, Grafschaft Erbach, Amt Reichenberg
- ab 1718: Heiliges Römisches Reich, Grafschaft Erbach-Erbach, Anteil an der Grafschaft Erbach, Amt Reichenberg
- ab 1806: Großherzogtum Hessen (Souveränitätslande),[Anm. 2] Fürstentum Starkenburg, Amt Reichenberg  (zur Standesherrschaft Erbach gehörig)
- ab 1815: Großherzogtum Hessen[Anm. 3] (Souveränitätslande), Provinz Starkenburg, Amt Reichenberg  (zur Standesherrschaft Erbach gehörig)
- ab 1822: Großherzogtum Hessen, Provinz Starkenburg, Landratsbezirk Erbach[Anm. 4]
- ab 1848: Großherzogtum Hessen, Regierungsbezirk Erbach
- ab 1852: Großherzogtum Hessen, Provinz Starkenburg, Kreis Lindenfels
- ab 1871: Deutsches Reich,[Anm. 5] Großherzogtum Hessen, Provinz Starkenburg, Kreis Erbach
- ab 1874: Deutsches Reich, Großherzogtum Hessen, Provinz Starkenburg, Kreis Erbach
- ab 1918: Deutsches Reich, Volksstaat Hessen, Provinz Starkenburg, Kreis Erbach
- ab 1938: Deutsches Reich, Volksstaat Hessen,[Anm. 6] Landkreis Erbach[11][Anm. 7]
- ab 1945: Deutsches Reich, Amerikanische Besatzungszone,[Anm. 8] Groß-Hessen, Regierungsbezirk Darmstadt, Landkreis Erbach
- ab 1946: Deutsches Reich, Amerikanische Besatzungszone, Land Hessen, Regierungsbezirk Darmstadt, Landkreis Erbach
- ab 1949: Bundesrepublik Deutschland, Land Hessen, Regierungsbezirk Darmstadt, Landkreis Erbach
- ab 1972: Bundesrepublik Deutschland, Land Hessen, Regierungsbezirk Darmstadt, Odenwaldkreis, Gemeinde Reichelsheim[Anm. 9]

## Bevölkerung

### Einwohnerstruktur 2011
Nach den Erhebungen des Zensus 2011 lebten am Stichtag dem 9. Mai 2011 in Ober-Kainsbach 591 Einwohner. Darunter waren 15 (2,5 %) Ausländer.
Nach dem Lebensalter waren 90 Einwohner unter 18 Jahren, 234 zwischen 18 und 49, 153 zwischen 50 und 64 und 117 Einwohner waren älter.
Die Einwohner lebten in 261 Haushalten. Davon waren 84 Singlehaushalte, 78 Paare ohne Kinder und 48 Paare mit Kindern, sowie 15 Alleinerziehende und 6 Wohngemeinschaften. In 57 Haushalten lebten ausschließlich Senioren und in 165 Haushaltungen lebten keine Senioren.

### Einwohnerentwicklung
| Ober-Kainsbach: Einwohnerzahlen von 1829 bis 2011 | Ober-Kainsbach: Einwohnerzahlen von 1829 bis 2011 | Ober-Kainsbach: Einwohnerzahlen von 1829 bis 2011 | Ober-Kainsbach: Einwohnerzahlen von 1829 bis 2011 | Ober-Kainsbach: Einwohnerzahlen von 1829 bis 2011 |
| --- | ------------------------------------------------- | ------------------------------------------------- | ------------------------------------------------- | ------------------------------------------------- |
| Jahr |                                                   |                                                   |                                                   | Einwohner                                         |
| 1829 | 1829                                              |                                                   | 359                                               | 359                                               |
| 1834 | 1834                                              |                                                   | 380                                               | 380                                               |
| 1840 | 1840                                              |                                                   | 389                                               | 389                                               |
| 1846 | 1846                                              |                                                   | 421                                               | 421                                               |
| 1852 | 1852                                              |                                                   | 459                                               | 459                                               |
| 1858 | 1858                                              |                                                   | 433                                               | 433                                               |
| 1864 | 1864                                              |                                                   | 434                                               | 434                                               |
| 1871 | 1871                                              |                                                   | 404                                               | 404                                               |
| 1875 | 1875                                              |                                                   | 433                                               | 433                                               |
| 1885 | 1885                                              |                                                   | 472                                               | 472                                               |
| 1895 | 1895                                              |                                                   | 489                                               | 489                                               |
| 1905 | 1905                                              |                                                   | 445                                               | 445                                               |
| 1910 | 1910                                              |                                                   | 444                                               | 444                                               |
| 1925 | 1925                                              |                                                   | 426                                               | 426                                               |
| 1939 | 1939                                              |                                                   | 377                                               | 377                                               |
| 1946 | 1946                                              |                                                   | 481                                               | 481                                               |
| 1950 | 1950                                              |                                                   | 453                                               | 453                                               |
| 1956 | 1956                                              |                                                   | 430                                               | 430                                               |
| 1961 | 1961                                              |                                                   | 407                                               | 407                                               |
| 1967 | 1967                                              |                                                   | 428                                               | 428                                               |
| 1970 | 1970                                              |                                                   | 427                                               | 427                                               |
| 1980 | 1980                                              |                                                   | ?                                                 | ?                                                 |
| 1990 | 1990                                              |                                                   | ?                                                 | ?                                                 |
| 2000 | 2000                                              |                                                   | ?                                                 | ?                                                 |
| 2011 | 2011                                              |                                                   | 591                                               | 591                                               |
| Datenquelle: Historisches Gemeindeverzeichnis für Hessen: Die Bevölkerung der Gemeinden 1834 bis 1967. Wiesbaden: Hessisches Statistisches Landesamt, 1968. Weitere Quellen: LAGIS; Zensus 2011 |                                                   |                                                   |                                                   |                                                   |

## Religion
Ober-Kainsbach sowie Ober-Gersprenz und Unter-Gersprenz waren von 1555 an Filialen der Kirche von Reichelsheim. Seit 1962 gehört Ober-Kainsbach zur Evangelischen Johannesgemeinde Beerfurth im Dekanat Vorderer Odenwald.
Im Jahr 1961 waren 388 Einwohner evangelische (= 95,33 %) und 14 katholisch (= 3,44 %).

## Politik

### Ortsbeirat
Für Ober-Kainsbach besteht ein Ortsbezirk (Gebiete der ehemaligen Gemeinde Ober-Kainsbach) mit Ortsbeirat und Ortsvorsteher, nach Maßgabe der §§ 81 und 82 HGO und des Kommunalwahlgesetzes in der jeweils gültigen Fassung gebildet. Der Ortsbeirat besteht aus fünf Mitgliedern. Bei den Kommunalwahlen in Hessen 2021 betrug die Wahlbeteiligung zum Ortsbeirat Ober-Kainsbach 54,83 %. Dabei wurden gewählt: zwei Mitglieder der SPD und drei Mitglieder der Gemeinschaftsliste „CDU und Reichenbacher Wählergemeinschaft“ (CDU-RWG). Der Ortsbeirat wählte Jürgen Hofferberth (CDU-RWG) zum Ortsvorsteher.

### Wappen und Flagge
Wappen
| Wappen von Ober-Kainsbach | Blasonierung: „In blauem Schild ein silbernes, schrägrechts liegendes Wellenband, links oben und rechts unten je eine Krone.“ |

| Wappen von Ober-Kainsbach | Das Wappen wurde der Gemeinde Ober-Kainsbach am 18. Dezember 1957 durch das Hessische Innenministerium genehmigt. Gestaltet wurde es durch den Heraldiker Georg Massoth. Der Wellenbalken soll den Kainsbach darstellen, der dem Ort seinen Namen gibt. Die Kronen weisen auf die Namensherkunft des Baches hin, Cunigesbach (Königsbach). |

Flagge
Die Flagge wurde der Gemeinde am 30. November 1964 durch das Hessische Innenministerium genehmigt und wird wie folgt beschrieben:
„Auf das in Rot und Weiß geständerte Flaggentuch im Kreuzpunkt  aufgelegt das Gemeindewappen.“

## Verkehr

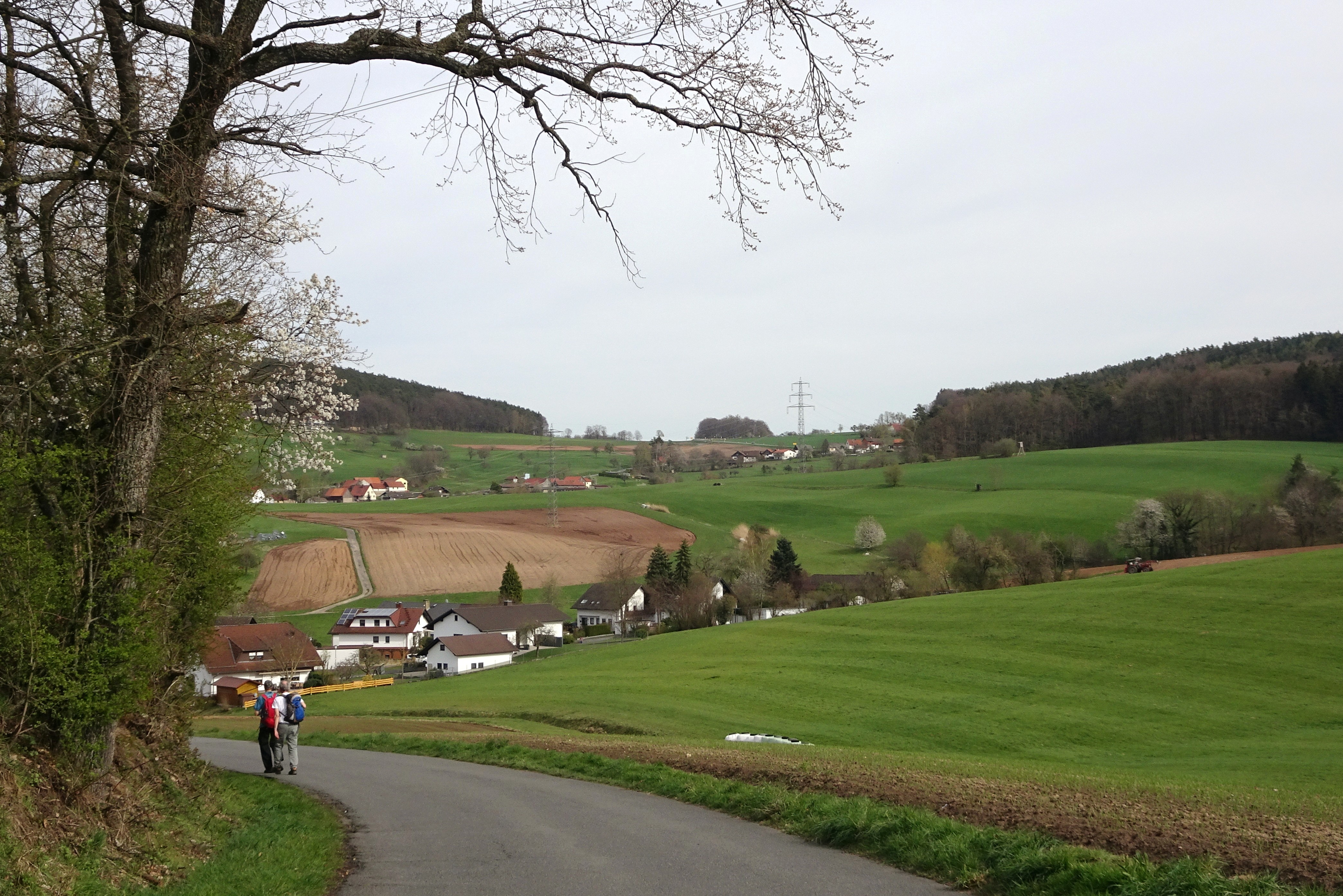
Ober-Kainsbach und Bergsattel Spreng (2022)

Durch den Ort verläuft die Landesstraße 3260. Diese führt durch das Kainsbachtal und verbindet auf diesem Weg die Bundesstraße 38 bei Nieder-Kainsbach mit der Bundesstraße 47 an der Spreng.
Ober-Kainsbach wird verhältnismäßig gut durch den Busverkehr erschlossen. Montags bis freitags verkehrt zwischen Reichelsheim und Erbach die Linie 10, am Wochenende wird die Verbindung als Linie 665E bis zum Bahnhof Bensheim verlängert. Die Linie 13 dient zusätzlich zur Abwicklung des Schülerverkehrs nach Reichelsheim. In Nieder-Kainsbach besteht Anschluss an eine Expressbuslinie des RMV nach Darmstadt.